# 棘鱗刺鯿
棘鱗刺鯿（学名：Acanthobrama centisquama）為輻鰭魚綱鯉形目雅羅魚科的其中一種，分布於亞洲敘利亞及土耳其的阿米克湖，棲息在淡水或半鹹水的中底層水域。其自20世紀初後就沒有被發現，但它們仍有可能在Gölbasi湖繼續生存，目前他們被國際自然保護聯盟列爲極危物種。

## 扩展阅读
維基物種上的相關：棘鱗刺鯿